# Chikkabelavangala, Dod Ballapur
Chikkabelavangala là một làng thuộc tehsil Dod Ballapur, huyện Bangalore Rural, bang Karnataka, Ấn Độ.